# Nekrolog 2. Quartal 1910
Nekrolog
◄◄
| ◄
| 1906
| 1907
| 1908
| 1909
| 1910 | 1911 | 1912 | 1913 | 1914 | ► | ►►
1. Quartal |
2. Quartal |
3. Quartal |
4. Quartal 1910
Weitere Ereignisse | Allgemeiner Nekrolog 1910
Die Beschreibung der verstorbenen Person sollte so kurz wie möglich gehalten sein und nur deren signifikante Tätigkeit(en) enthalten.
Neue Namen ggf. auch unter dem Geburts- und Sterbedatum, also etwa unter 1. Januar und im Geburts- und Sterbejahr (2024) eintragen (nur bei entsprechender großer Wichtigkeit). Für Beispiele siehe die schon vorhandenen Artikel.
Außerdem über die fünf zuletzt Verstorbenen, zu denen es einen ausreichend guten Artikel für eine Präsentation auf der Hauptseite gibt, nach der todesbedingten Überarbeitung der Artikel ggf. auch unter Wikipedia Diskussion:Hauptseite informieren und sie am besten auch in den anderen Wikipedia-Sprachversionen eintragen. Tipp: Regelmäßig bei news.google.de nach „ist tot“, „gestorben“ oder „verstorben“ suchen.
Wenn eine Person gestorben ist, gibt es viele Seiten zu dieser Person in der Wikipedia, die davon auch betroffen sind und entsprechend aktualisiert werden müssen. Beispiele: Namenübersichtsseite, Geburtsjahr, Geburtsort-Seiten und viele mehr.
Wie finde ich die betroffenen Seiten?
Im Suchfeld auf der linken Seite gibt man den Suchbegriff so ein: „Vorname Nachname“. Dann klickt man auf Volltext und alle Seiten mit entsprechendem Suchtext werden aufgerufen. Hier sieht man dann schnell, wo auch das Todesjahr Sinn macht oder sogar ein Teil des Artikels angepasst werden muss. Auch hilft das „Werkzeug“ auf der linken Seite sehr gut, um solche Seiten aufzufinden: „Links auf diese Seite“. Somit ist die Wikipedia wieder aktuell in allen Bereichen! Hinweis: bei Eintragung der Kategorie „Gestorben JAHR“ wird der Missbrauchsfilter 49 ausgelöst, was jedoch nicht schlimm ist. Siehe: Spezial:Missbrauchsfilter/49
Dies ist eine Liste von im zweiten Quartal 1910 verstorbenen bekannten Persönlichkeiten. Die Einträge erfolgen innerhalb der einzelnen Daten alphabetisch sortiert. Tiere sind im Nekrolog für Tiere zu finden.

## April
| Tag       | Name                                         | Beruf, bekannt als | Alter | Beleg |
| --------- | -------------------------------------------- | --- | ----- | ----- |
| 1. April  | Andreas Achenbach                            | deutscher Landschaftsmaler | 94    |       |
| 1. April  | Warren O. Arnold                             | US-amerikanischer Politiker | 70    |       |
| 1. April  | Carl von Königsmarck                         | Gutsbesitzer, Reichstagsabgeordneter | 70    |       |
| 2. April  | Friedrich von Bodelschwingh der Ältere       | deutscher Pastor und Theologe, Pfarrer | 79    |       |
| 2. April  | Sigmund Schott                               | deutscher Bankdirektor, Literaturkritiker und Journalist | 57    |       |
| 3. April  | Richard Abegg                                | deutscher Chemiker | 41    |       |
| 3. April  | Beda Adlhoch                                 | Benediktiner und Theologe | 55    |       |
| 3. April  | Teresa Manetti                               | katholische Ordensgründerin | 64    |       |
| 3. April  | Catherine Helen Spence                       | australische Schriftstellerin, Feministin und Sozialreformerin | 84    |       |
| 3. April  | Thomas Wilson                                | US-amerikanischer Politiker | 82    |       |
| 4. April  | Joel Heatwole                                | US-amerikanischer Politiker | 53    |       |
| 4. April  | Carl Rotte                                   | deutscher Maler der Münchner Schule | 47    |       |
| 4. April  | George H. Williams                           | US-amerikanischer Jurist und Politiker | 87    |       |
| 5. April  | Andreas Barner                               | deutscher Organist und Komponist | 75    |       |
| 5. April  | Friedrich Eduard Eule                        | deutscher Jurist und Politiker, MdL (Königreich Sachsen) | 79    |       |
| 6. April  | Michael Rua                                  | Generaloberer der Salesianer Don Boscos | 72    |       |
| 6. April  | Karl Friedrich August Witt                   | deutscher Apotheker | 78    |       |
| 7. April  | Maximilian Blumenthal                        | deutscher Historiker und Bibliothekar | 53    |       |
| 8. April  | Georges de la Falaise                        | französischer Fechter und Olympiasieger | 44    |       |
| 9. April  | Gaston Léopold Vincent Beuvain de Beauséjour | französischer Offizier, Historiker und Agrargewerkschafter | 54    |       |
| 9. April  | Hermann John                                 | deutscher Theaterschauspieler | 34    |       |
| 9. April  | Edvard Lidforss                              | schwedischer Romanist, Italianist, Hispanist, Germanist, Anglist und Übersetzer                                                                                    | 77    |       |
| 10. April | Hermann von Arnswaldt                        | deutscher Offizier, Landwirt und Politiker, MdR | 68    |       |
| 10. April | Paul Koken                                   | deutscher Landschafts- und Porträtmaler | 57    |       |
| 11. April | Hermann Kennemann                            | deutscher Gutsbesitzer und Politiker (Freikonservative Partei), Landesökonomierat (1886–1889) in der Provinz Posen sowie Mitgründer des Deutschen Ostmarkenvereins | 95    |       |
| 11. April | Pierre Tack                                  | belgischer Staatsmann | 91    |       |
| 12. April | Eugen Buhl                                   | deutscher Politiker und Winzer in Deidesheim | 68    |       |
| 12. April | Robert Giffen                                | britischer Statistiker und Ökonom | 72    |       |
| 12. April | William Graham Sumner                        | US-amerikanischer Soziologe | 69    |       |
| 13. April | Maximilian von Berchem                       | deutscher Beamter, Unterstaatssekretär im Auswärtigen Amt | 68    |       |
| 13. April | Julius Blüthner                              | deutscher Klavierbauer | 86    |       |
| 13. April | William Quiller Orchardson                   | schottischer Maler | 78    |       |
| 13. April | William H. Upson                             | US-amerikanischer Jurist und Politiker | 87    |       |
| 14. April | Julius Kühn                                  | deutscher Agrarwissenschaftler | 84    |       |
| 14. April | Emilio Sala Francés                          | spanischer Maler | 60    |       |
| 14. April | Michail Alexandrowitsch Wrubel               | russischer Maler des Symbolismus | 54    |       |
| 14. April | Emil Zeiß                                    | deutscher evangelischer Pfarrer und Maler | 76    |       |
| 15. April | Hanna Bieber-Böhm                            | deutsche Frauenrechtlerin | 59    |       |
| 15. April | Georg von Carnap-Quernheimb                  | königlich preußischer Generalleutnant | 83    |       |
| 15. April | Charles Edouard Duboc                        | deutscher Schriftsteller | 87    |       |
| 15. April | Isabel Hampton Robb                          | US-amerikanische Krankenschwester und Pflegetheoretikerin | 50    |       |
| 15. April | Romulus Zachariah Linney                     | US-amerikanischer Politiker | 68    |       |
| 16. April | Theodor von Elpons                           | preußischer Generalleutnant | 63    |       |
| 16. April | Léon Susse                                   | französischer Segler | 65    |       |
| 17. April | Hans Hold                                    | Schweizer Politiker (FDP) und Brigadier | 83    |       |
| 17. April | Waldemar von Oriola                          | deutscher Politiker (NLP), MdR | 55    |       |
| 17. April | Albert Friedrich Reichert                    | deutscher Verwaltungsbeamter | 49    |       |
| 18. April | August Basse                                 | deutscher Kaufmann, Unternehmer, Bankier und Mäzen, Mitbegründer des Historischen Museums Hannover                                                                 | 75    |       |
| 18. April | Lewis Foreman Day                            | britischer Kunstgewerbler, Industriedesigner, Schriftsteller und Kritiker                                                                                          | 65    |       |
| 19. April | Antonio Joseph                               | US-amerikanischer Politiker | 63    |       |
| 20. April | Hermann Blattner                             | Schweizer Germanist, Apotheker, Journalist und Autor | 43    |       |
| 20. April | Samuel Gibbs French                          | General der Konföderierten im Amerikanischen Bürgerkrieg | 91    |       |
| 20. April | Vinko Ježovnik                               | österreichischer Politiker | 53    |       |
| 20. April | Hermann Lenhartz                             | deutscher Arzt | 55    |       |
| 20. April | John Henry Schröder                          | deutsch-britischer Kaufmann, Bankier, Kunstsammler und Mäzen | 85    |       |
| 21. April | Marko Kropywnyzkyj                           | ukrainischer Theatergründer, Schauspieler und Autor | 69    |       |
| 21. April | Adolph Lesimple                              | deutscher Druckerei-Besitzer, Buch- und Zeitungsverleger sowie Verlagsbuchhändler                                                                                  |       |       |
| 21. April | Samuel R. Peters                             | US-amerikanischer Politiker | 67    |       |
| 21. April | Mark Twain                                   | US-amerikanischer Schriftsteller | 74    |       |
| 22. April | Alexander Müller                             | deutscher Hof- und Ziegeleibesitzer und Parlamentarier | 81    |       |
| 23. April | Richard Offenberg                            | deutscher Reichsgerichtsrat | 55    |       |
| 25. April | Konrad Schinz                                | Schweizer Ingenieur und Diplomat | 67    |       |
| 26. April | August Ammann                                | deutscher Schriftsteller, Philologe und Pädagoge | 71    |       |
| 26. April | Bjørnstjerne Bjørnson                        | norwegischer Dichter und Politiker | 77    |       |
| 26. April | Garretson W. Gibson                          | liberianischer Präsident | 77    |       |
| 26. April | Richard Ohmann                               | deutscher Bildhauer | 59    |       |
| 26. April | Gustav Wilhelm Tietgens                      | deutscher Kaufmann und Politiker, MdHB | 70    |       |
| 27. April | Ángel Guirola de la Cotera                   | Präsident von El Salvador | 83    |       |
| 28. April | Edward Porter Alexander                      | General der Konföderierten Staaten von Amerika im Amerikanischen Bürgerkrieg                                                                                       | 74    |       |
| 28. April | Édouard van Beneden                          | belgischer Entwicklungsbiologe und Cytologe | 64    |       |
| 28. April | Richard Preu                                 | deutscher Verwaltungsbeamter | 72    |       |
| 29. April | Oswald von Carlowitz                         | deutscher Verwaltungsbeamter im Königreich Sachsen | 50    |       |
| 29. April | Olga von Gerstfeld                           | deutsche Schriftstellerin und Kunstwissenschaftlerin | 44    |       |
| 29. April | Albert Schneider                             | deutscher Eisenbahndirektor | 76    |       |
| 30. April | Wilhelm Klingenberg                          | deutscher Architekt | 59    |       |
| 30. April | Jean Moréas                                  | französischer Dichter und der Enkel von Papadiamantopoulos, einem der Heroes von Mesolonghi                                                                        | 54    |       |
| 30. April | James Buchanan Richmond                      | US-amerikanischer Politiker | 68    |       |
| 30. April | Emil Schürer                                 | deutscher protestantischer Theologe | 65    |       |
| 30. April | Anton von Winzor                             | österreichischer Feldmarschallleutnant und Landeschef von Bosnien und Herzegowina                                                                                  | 65    |       |
|           | William Candidus                             | deutsch-US-amerikanischer Opernsänger (Tenor) | 69    |       |
|           | Spen Whittaker                               | englischer Fußballtrainer |       |       |

## Mai
| Tag     | Name                                         | Beruf, bekannt als                                                                                       | Alter | Beleg |
| ------- | -------------------------------------------- | --- | ----- | ----- |
| 1. Mai  | John P. S. Gobin                             | US-amerikanischer Politiker                                                                              | 73    |       |
| 1. Mai  | Louis Welden Hawkins                         | französischer Maler                                                                                      | 60    |       |
| 1. Mai  | Pierre Nord Alexis                           | Präsident von Haiti                                                                                      | 89    |       |
| 3. Mai  | John Lourie Beveridge                        | US-amerikanischer Politiker                                                                              | 85    |       |
| 3. Mai  | F. Gustav Jansen                             | deutscher Organist und Musikwissenschaftler                                                              | 78    |       |
| 3. Mai  | Georg Ludwig                                 | deutscher Psychiater                                                                                     | 83    |       |
| 3. Mai  | Howard Taylor Ricketts                       | US-amerikanischer Pathologe                                                                              | 39    |       |
| 3. Mai  | Ludwig von Rössler                           | deutscher Porträt- und Genremaler                                                                        | 67    |       |
| 4. Mai  | Franz Nikolaus Finck                         | deutscher Sprachwissenschaftler                                                                          | 42    |       |
| 4. Mai  | Andreas Huter                                | österreichischer Bildschnitzer und Altarbauer                                                            | 71    |       |
| 6. Mai  | Udo III. von Alvensleben                     | deutscher Rittergutsbesitzer                                                                             | 87    |       |
| 6. Mai  | Heinrich Curschmann                          | deutscher Internist                                                                                      | 63    |       |
| 6. Mai  | Eduard VII.                                  | britischer König (1901–1910)                                                                             | 68    |       |
| 6. Mai  | Borys Hrintschenko                           | ukrainischer Schriftsteller, Sprachwissenschaftler und Ethnograph                                        | 46    |       |
| 6. Mai  | Alexander Kips                               | deutscher Maler                                                                                          | 51    |       |
| 7. Mai  | Bernhard von Brauchitsch                     | preußischer Offizier, zuletzt General der Kavallerie                                                     | 76    |       |
| 7. Mai  | Bernhard Cossmann                            | deutscher Cellist                                                                                        | 87    |       |
| 7. Mai  | John Gund                                    | Brauer und Brauereibesitzer                                                                              | 79    |       |
| 7. Mai  | Emil Kautzsch                                | deutscher evangelischer Theologe und Hochschullehrer                                                     | 68    |       |
| 7. Mai  | Theophil von Reichlin-Meldegg                | bayerischer General der Infanterie und Militärbevollmächtigter                                           | 64    |       |
| 8. Mai  | Walter Craig Kerr                            | US-amerikanischer Unternehmer                                                                            | 51    |       |
| 8. Mai  | Max Wilhelm Roman                            | deutscher Landschaftsmaler und Lithograf                                                                 | 61    |       |
| 8. Mai  | Gerolamo Rovetta                             | italienischer Romanschriftsteller und Dramatiker                                                         | 58    |       |
| 9. Mai  | Carl August Hugo Burkhardt                   | deutscher Historiker und Archivar                                                                        | 79    |       |
| 9. Mai  | Karl von Hofmann                             | deutscher Politiker der Kaiserzeit, Ministerpräsident von Hessen, Staatssekretär im Reichsamt des Innern | 82    |       |
| 10. Mai | Stanislao Cannizzaro                         | italienischer Chemiker                                                                                   | 83    |       |
| 10. Mai | Julius Kricheldorff                          | deutscher (Militär-)Fotograf                                                                             | 79    |       |
| 10. Mai | Wilhelm Mensinga                             | deutscher Arzt                                                                                           | 73    |       |
| 10. Mai | Leo von Savigny                              | deutscher Rechtswissenschaftler                                                                          | 46    |       |
| 11. Mai | William H. Bower                             | US-amerikanischer Politiker                                                                              | 59    |       |
| 12. Mai | William Huggins                              | britischer Astronom und Physiker                                                                         | 86    |       |
| 12. Mai | Johann Gebhard Lutz                          | Schweizer Jurist und Politiker                                                                           | 74    |       |
| 12. Mai | Thusnelda von Saldern                        | deutsche Diakonisse und Schriftstellerin                                                                 | 72    |       |
| 14. Mai | Josef Grünfeld                               | österreichischer Dermatologe und Urologe                                                                 | 69    |       |
| 14. Mai | Gaetano Koch                                 | italienischer Architekt des Historismus                                                                  | 61    |       |
| 14. Mai | Heinrich von Mattoni                         | böhmischer Unternehmer                                                                                   | 79    |       |
| 14. Mai | Viktor von Miller zu Aichholz                | österreichischer Industrieller, Sammler und Mäzen                                                        | 64    |       |
| 14. Mai | Friedrich Seyboth                            | bayerischer Fabrikbesitzer und Abgeordneter                                                              | 66    |       |
| 15. Mai | Charles-Émile Tissot                         | Schweizer Uhrenfabrikant sowie Politiker (Liberale/FDP)                                                  | 80    |       |
| 16. Mai | Pere Borrell del Caso                        | spanischer Maler, Zeichner und Aquarellist                                                               | 74    |       |
| 16. Mai | James W. Covert                              | US-amerikanischer Jurist und Politiker                                                                   | 67    |       |
| 16. Mai | Henri Edmond Cross                           | französischer neoimpressionistischer Maler                                                               | 53    |       |
| 16. Mai | Karl Kayser                                  | deutscher lutherischer Geistlicher und Kirchenhistoriker                                                 | 67    |       |
| 16. Mai | Heinrich Lauenstein                          | deutscher Maler                                                                                          | 74    |       |
| 16. Mai | August Stadler                               | Schweizer Philosoph                                                                                      | 59    |       |
| 18. Mai | Carl Blomeyer                                | deutscher Beamter                                                                                        | 66    |       |
| 18. Mai | John A. Kasson                               | US-amerikanischer Politiker                                                                              | 88    |       |
| 18. Mai | Eliza Orzeszkowa                             | polnische Schriftstellerin                                                                               | 68    |       |
| 18. Mai | Franz Skarbina                               | deutscher Maler                                                                                          | 61    |       |
| 18. Mai | Pauline Viardot-Garcia                       | Mezzosopranistin und eine der vielseitigsten Künstlerinnen des 19. Jahrhunderts                          | 88    |       |
| 19. Mai | Josef Barth                                  | österreichischer Gewerkschafter und Politiker                                                            | 40    |       |
| 20. Mai | Carl von Hoeltzke                            | deutscher Diplomat in russischen Diensten                                                                | 83    |       |
| 20. Mai | Gottlieb Planck                              | deutscher Richter und Politiker (NLP), MdR                                                               | 85    |       |
| 20. Mai | Jean-Baptiste Weckerlin                      | französischer Komponist                                                                                  | 88    |       |
| 21. Mai | Giovanni Stucky                              | italienischer Unternehmer                                                                                | 66    |       |
| 21. Mai | Alfred Zimmermann                            | deutscher Maler und Illustrator                                                                          | 56    |       |
| 22. Mai | Friedrich Baumann                            | Schweizer Architekt und Politiker                                                                        | 75    |       |
| 22. Mai | William Phipps Blake                         | US-amerikanischer Geologe, Mineraloge                                                                    |       |       |
| 22. Mai | August Eschenburg                            | preußischer Offizier, zuletzt Generalmajor                                                               | 62    |       |
| 22. Mai | Jules Renard                                 | französischer Schriftsteller                                                                             | 46    |       |
| 22. Mai | Ludwig Willroider                            | österreichischer Maler                                                                                   | 65    |       |
| 23. Mai | Henry L. Dickey                              | US-amerikanischer Politiker                                                                              | 77    |       |
| 23. Mai | Ludwig Gamp                                  | deutscher Bildhauer                                                                                      |       |       |
| 23. Mai | Silas Z. Landes                              | US-amerikanischer Politiker                                                                              | 68    |       |
| 23. Mai | Otto zu Rantzau                              | deutscher Hofbeamter, Beamter im Auswärtigen Dienst, Rittergutsbesitzer und Parlamentarier               | 74    |       |
| 24. Mai | George Frederick Barker                      | US-amerikanischer Chemiker                                                                               | 74    |       |
| 25. Mai | Hermann von Mauchenheim genannt Bechtolsheim | bayerischer Badkommissär                                                                                 | 74    |       |
| 25. Mai | Corinna Shattuck                             | amerikanische Lehrerin und evangelische Missionarin                                                      | 62    |       |
| 26. Mai | Cherubusco Newton                            | US-amerikanischer Politiker                                                                              | 62    |       |
| 26. Mai | Georg von Oertzen                            | deutscher Diplomat, Hofbeamter und Schriftsteller                                                        | 81    |       |
| 26. Mai | Carl Röchling                                | deutscher Industrieller                                                                                  | 83    |       |
| 27. Mai | Albert Gutzmann                              | deutscher Taubstummenlehrer                                                                              | 72    |       |
| 27. Mai | Johann Georg von Hütterott                   | österreichischer Industrieller                                                                           | 57    |       |
| 27. Mai | Robert Koch                                  | deutscher Mediziner und Mikrobiologe                                                                     | 66    |       |
| 27. Mai | Jesse Overstreet                             | US-amerikanischer Politiker                                                                              | 50    |       |
| 28. Mai | Julius von Amsberg                           | deutscher Jurist und mecklenburgischer Minister                                                          | 80    |       |
| 28. Mai | Edgar Hanfstaengl                            | Prokurist und Handelskaufmann                                                                            | 67    |       |
| 28. Mai | Kálmán Mikszáth                              | ungarischer Schriftsteller                                                                               | 63    |       |
| 28. Mai | Emil Zuckerkandl                             | österreichischer Anatom                                                                                  | 60    |       |
| 29. Mai | Mili Alexejewitsch Balakirew                 | russischer Komponist, Pianist und Dirigent                                                               | 73    |       |
| 29. Mai | Carl Derossi                                 | sozialdemokratischer Politiker                                                                           | 66    |       |
| 29. Mai | Ludwig Noster                                | deutscher Hofporträtmaler                                                                                | 50    |       |
| 30. Mai | Albert Detto                                 | deutscher Lehrer und Politiker (Nationalliberale Partei), MdR                                            | 65    |       |
| 30. Mai | Mathilde Emden                               | deutsche Kauffrau und Mäzenin                                                                            | 66    |       |
| 30. Mai | Johann Franz Suppan                          | österreichischer Politiker                                                                               | 50    |       |
| 30. Mai | Charles H. Treat                             | US-amerikanischer Regierungsbeamter                                                                      |       |       |
| 30. Mai | Oswald Zimmermann                            | deutscher Politiker (Deutschsoziale Reformpartei), MdR                                                   | 51    |       |
| 31. Mai | Elizabeth Blackwell                          | englische Ärztin                                                                                         | 89    |       |

## Juni
| Tag      | Name                                                   | Beruf, bekannt als                                                         | Alter | Beleg |
| -------- | ------------------------------------------------------ | -------------------------------------------------------------------------- | ----- | ----- |
| 1. Juni  | Francis Seymour Haden                                  | englischer Arzt und Künstler                                               | 91    |       |
| 1. Juni  | Max Hoffmann                                           | deutscher Gymnasiallehrer, Philologe und Historiker                        |       |       |
| 1. Juni  | Freeman Knowles                                        | US-amerikanischer Politiker                                                | 63    |       |
| 1. Juni  | Carl Sellin                                            | deutscher evangelisch-lutherischer Theologe, Gymnasiallehrer und Spiritist | 77    |       |
| 2. Juni  | Eduard Locher                                          | Schweizer Ingenieur, Erfinder und freier Unternehmer                       | 70    |       |
| 2. Juni  | John H. Mickey                                         | US-amerikanischer Politiker                                                | 64    |       |
| 3. Juni  | Eduard von Kehler                                      | preußischer Generalleutnant                                                | 67    |       |
| 3. Juni  | Julius Wolff                                           | deutscher Dichter und Schriftsteller                                       | 75    |       |
| 4. Juni  | Albin Lincke                                           | deutscher Architekt                                                        |       |       |
| 5. Juni  | Carl Geibel                                            | deutscher Buchhändler und Verleger                                         | 68    |       |
| 5. Juni  | O. Henry                                               | amerikanischer Schriftsteller                                              | 47    |       |
| 5. Juni  | Felix Stillfried                                       | niederdeutscher Schriftsteller und Lyriker                                 | 58    |       |
| 6. Juni  | Johan Adriaan Heuff                                    | niederländischer Schriftsteller                                            | 67    |       |
| 6. Juni  | Leo Meyer                                              | deutscher Linguist und Hochschullehrer                                     | 79    |       |
| 6. Juni  | Adele von Portugall                                    | deutsche Fröbelpädagogin                                                   | 92    |       |
| 6. Juni  | Johannes Rudolph                                       | deutscher Politiker (NLP) und Amtsrichter                                  | 39    |       |
| 7. Juni  | William Francis Butler                                 | britischer Generalleutnant und Autor                                       | 71    |       |
| 8. Juni  | Emil Mayer                                             | Fabrikant und Politiker                                                    | 61    |       |
| 9. Juni  | Wilhelm Eichenwald                                     | deutscher Theaterschauspieler, Opern- und Operettensänger                  | 82    |       |
| 9. Juni  | Auguste Fickert                                        | österreichische Frauenrechtlerin und Sozialreformerin                      | 55    |       |
| 9. Juni  | George Newnes                                          | britischer Verleger und Herausgeber                                        | 59    |       |
| 10. Juni | Ernst Schurth                                          | deutscher Maler und Hochschullehrer                                        | 62    |       |
| 10. Juni | Wendelin Weißheimer                                    | deutscher Komponist und Kapellmeister                                      | 72    |       |
| 11. Juni | Theodor Lehnert                                        | deutscher Architekt und Baumeister des Historismus                         | 81    |       |
| 11. Juni | Clemens Perger                                         | deutscher Theologe, Politiker (Zentrum), MdR und Lehrer                    | 93    |       |
| 11. Juni | Adolf Seifert                                          | deutsch-böhmischer Arzt und Heimatforscher                                 | 84    |       |
| 12. Juni | Andria Dadiani                                         | georgischer Schachspieler und Prinz von Mingrelien                         | 59    |       |
| 12. Juni | Niels Frederik Ravn                                    | dänischer Vizeadmiral und Politiker, Minister des Königreichs Dänemark     | 83    |       |
| 13. Juni | John Pickler                                           | US-amerikanischer Politiker                                                | 66    |       |
| 13. Juni | Heinrich Volbert Sauerland                             | katholischer Priester und Historiker                                       | 71    |       |
| 14. Juni | Albert von Schmidlin                                   | württembergischer Oberamtmann und Regierungspräsident                      | 66    |       |
| 15. Juni | Charles Hanson Greville Williams                       | britischer Chemiker                                                        | 80    |       |
| 15. Juni | Bogdan Žerajić                                         | bosnischer Serbe und Attentäter                                            | 24    |       |
| 16. Juni | Otto Briesemeister                                     | deutscher Arzt und Opernsänger (Tenor)                                     | 44    |       |
| 16. Juni | Franz Wilhelm Driesler                                 | deutscher Vergolder und Maler                                              | 56    |       |
| 16. Juni | Carl Krampf                                            | deutscher Architekt und Bauunternehmer                                     | 46    |       |
| 16. Juni | Julius Weingarten                                      | deutscher Mathematiker                                                     | 74    |       |
| 17. Juni | Werner Delbrück                                        | deutscher Chemiker, Direktor Seebad Heringsdorf und Politiker, MdR         | 41    |       |
| 17. Juni | Henry Persons                                          | US-amerikanischer Politiker                                                | 76    |       |
| 17. Juni | Otto Schmidt                                           | deutscher Jurist und Politiker (Zentrum), MdR                              | 68    |       |
| 18. Juni | Wilhelm Meyer-Markau                                   | deutscher Pädagoge und Schriftsteller                                      | 56    |       |
| 18. Juni | Thaddäus Robl                                          | deutscher Radrennfahrer                                                    | 32    |       |
| 18. Juni | Rudolf von Seitz                                       | deutscher Maler, Zeichner und Kunstgewerbler                               | 68    |       |
| 19. Juni | Gustav Hummel                                          | deutscher Unternehmer und Politiker                                        | 86    |       |
| 20. Juni | August Zapf                                            | deutscher Opernsänger                                                      | 83    |       |
| 21. Juni | Feodora von Schleswig-Holstein-Sonderburg-Augustenburg | Mitglied der Augustenburger Linie aus dem Hause Oldenburg                  | 35    |       |
| 21. Juni | Julius Jung                                            | österreichischer Althistoriker                                             | 58    |       |
| 21. Juni | Johanna von Schaffgotsch                               | deutsche Unternehmerin und Adlige                                          | 68    |       |
| 22. Juni | Marie von Oranien-Nassau                               | niederländische Prinzessin                                                 | 68    |       |
| 23. Juni | Ernst von Döring                                       | deutscher Verwaltungsbeamter                                               | 52    |       |
| 23. Juni | John McGraw                                            | US-amerikanischer Politiker und Gouverneur von Washington (1893–1897)      | 59    |       |
| 23. Juni | Wilhelm Wetz                                           | deutscher Anglist und Hochschullehrer                                      | 51    |       |
| 24. Juni | Giovanni Battista Lamperti                             | italienischer Gesangslehrer                                                | 71    |       |
| 24. Juni | Juan Williams Rebolledo                                | chilenischer Vize-Admiral                                                  |       |       |
| 25. Juni | Hugo Erdmann                                           | deutscher Chemiker und Hochschullehrer                                     | 48    |       |
| 26. Juni | Max Hildebrand                                         | deutscher Feinmechaniker und Unternehmer                                   | 70    |       |
| 26. Juni | Georg Keßler                                           | preußischer Verwaltungsbeamter                                             | 58    |       |
| 27. Juni | Gustave Boissonade                                     | französischer Rechtsgelehrter                                              | 85    |       |
| 27. Juni | Hieronymus Christian Krohn                             | deutscher Landschafts-, Genre- und Porträtmaler                            | 66    |       |
| 27. Juni | Cyrus Thomas                                           | US-amerikanischer Altamerikanist und Entomologe                            | 84    |       |
| 28. Juni | Granville G. Bennett                                   | US-amerikanischer Politiker                                                | 76    |       |
| 28. Juni | Samuel D. McEnery                                      | US-amerikanischer Politiker und Gouverneur von Louisiana (1881–1888)       | 73    |       |
| 29. Juni | John W. Daniel                                         | US-amerikanischer Politiker                                                | 67    |       |
| 29. Juni | Christine Enghaus                                      | deutsche Schauspielerin, Frau Friedrich Hebbels                            | 93    |       |
| 29. Juni | Rüdiger von der Goltz                                  | deutscher Politiker, MdR und Gutsbesitzer                                  | 72    |       |
| 29. Juni | Aloys Obrist                                           | deutscher Musikwissenschaftler, Kapellmeister und Dirigent                 | 43    |       |
| 29. Juni | Ferdinand d’Orléans, duc d’Alençon                     | Herzog von Alençon                                                         | 65    |       |
| 29. Juni | Wilhelm Spemann                                        | deutscher Verleger                                                         | 65    |       |
| 29. Juni | Anna Sutter                                            | deutsch-schweizerische Opernsängerin                                       | 38    |       |
| 29. Juni | Julius Weiffenbach                                     | deutscher Jurist                                                           | 73    |       |
| 29. Juni | Charles Abiathar White                                 | US-amerikanischer Arzt, Geologe und Paläontologe                           | 84    |       |
| 30. Juni | Hugo Crola                                             | deutscher Porträt-, Genre- und Historienmaler                              | 68    |       |
|          | Marie von Berks                                        | österreichische Schriftstellerin                                           | 50    |       |
|          | Moriz Sutermeister                                     | Schweizer Gießer, Mechaniker und Autor von Sachliteratur                   |       |       |